# Transdermal

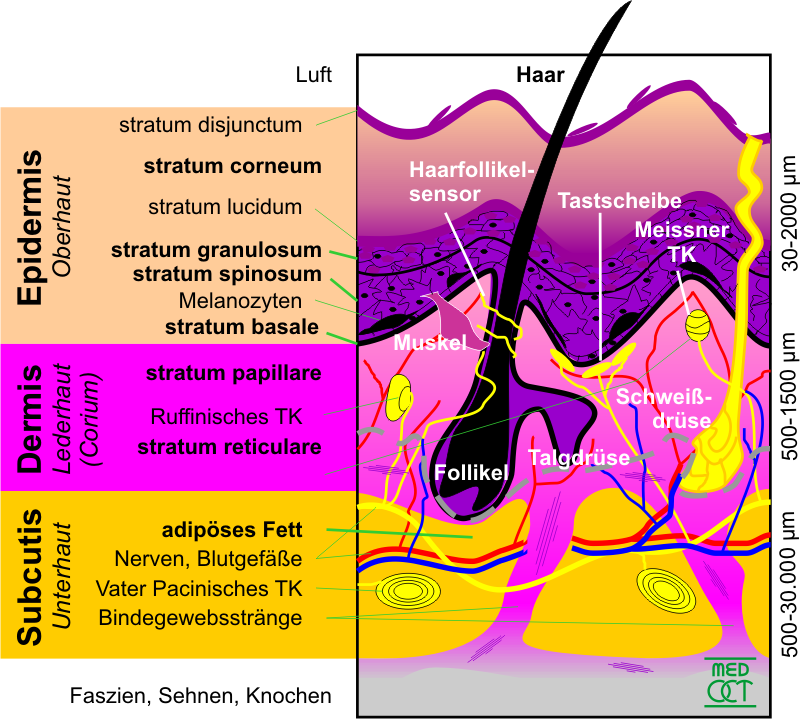
Schematischer Querschnitt menschlicher Haut

Der Begriff transdermal (von lateinisch trans „durch, hindurch“ und griechisch derma  „Haut“) wird meist zur Beschreibung der Verabreichung von Arzneistoffen zur Resorption (Aufnahme) über die Haut benutzt.
Als Darreichungsformen stehen vor allem transdermale Pflaster zur Verfügung. Voraussetzung für die transdermale Resorption ist ein gewisses Maß an lipophilen Eigenschaften und eine relativ geringe Größe des Wirkstoffmoleküls. Beispiele für Arzneistoffe sind das Opioid Fentanyl in der Schmerztherapie, Nikotinpflaster zur Raucherentwöhnung, Östrogene zur Hormonersatztherapie (HET) und NO-freisetzende Nitroverbindungen zur Behandlung ischämischer Krankheiten wie Angina Pectoris, Scopolamin zur Behandlung einer Kinetose (Reisekrankheit) und Östrogen/Gestagen-Wirkstoffkombinationen zur hormonellen Empfängnisverhütung.